# NHK紅白クイズ合戦
『NHK紅白クイズ合戦』（エヌエイチケイ こうはくクイズがっせん）とは、2009年12月17日に任天堂より発売されたWii用ゲームソフトである。
2008年10月2日に行われた「任天堂カンファレンス 2008.秋」で発表された。NHKで放送されたクイズ番組をゲーム化した。

## 収録された番組

### NHKクイズ番組
- ジェスチャー
- 連想ゲーム
- クイズ面白ゼミナール - 鈴木健二が司会者として声の出演をしている。
- ためしてガッテン - 立川志の輔が司会者として声の出演をしている。通常、本番組は生活情報番組の一種である。

### オリジナルクイズ番組
- 紅白クイズ合戦

- リモコンパニックQ

- クイズリングマッチ

- ラッキースロットクイズ

- おたのしみビジュアルクイズ